# روبن شابمان (كاتب)
روبن شابمان (بالإنجليزية: Robin Chapman)‏ هو كاتب مسرحي وكاتب سيناريو بريطاني، ولد في 18 يناير 1933.

## وصلات خارجية
- روبن شابمان على موقع IMDb (الإنجليزية)
- روبن شابمان على موقع أول موفي (الإنجليزية)
- روبن شابمان على موقع قاعدة بيانات الأفلام السويدية (السويدية)
- روبن شابمان على موقع قاعدة بيانات الفيلم (الإنجليزية)
- روبن شابمان على موقع كينوبويسك (الروسية)